# 보니 재컬리
보니 재컬리(Bonnie Zacherle)는 미국 버지니아주에 사는 삽화가, 디자이너이다. 마이 리틀 포니의 창시자로서 유명하다.